# Alessandro Orsini
Alessandro Orsini (1592-1626) foi um cardeal italiano. Ele foi um patrono de Galileu, que dedicou sua obra de 1616 sobre as marés a ele, e solicitou que ele passá-lo para o Papa Paulo V. Orsini pertencia à família ducal de Bracciano.
Orsini nasceu em Bracciano, Itália. Ele foi criado na corte do Grão-duque Ferdinando I da Toscana, e em 1615 foi nomeado cardeal por Paulo V. Como legado papal para Ravenna sob o Papa Gregório XV, ele se distinguiu em 1621 por sua caridade no ocasião do início de uma epidemia. Ao retornar a Roma, ele se dedicou à religião e à prática de um ascetismo austero. Ele pediu permissão ao papa para renunciar ao cardinalato e entrar na Ordem dos Jesuítas, mas foi recusada.